# Матвеев, Тимофей Матвеевич
Тимофе́й Матве́евич Матве́ев (1884—1939) — исследователь чувашского языка, диалектолог, соавтор первых учебников по чувашской диалектике.

## Биография
Родился в селе Трёхбалтаево (Палтиел) Буинского уезда Симбирской губернии.
Т. М. Матвеев — выпускник Симбирской чувашской учительской школы. В 1908 г. экстерном сдал экзамены за гимназические курсы и поступил на славяно-русское отделение Казанского университета. После университета 10 лет преподавал русский язык в школах, техникумах, Глазовской учительской семинарии. В 1925 г. был направлен в аспирантуру Яфетического института к академику Н. Я. Марру. В годы учёбы участвовал в экспедициях по изучению чувашских диалектов. До 1936 г. работал в Чувашском комплексном научно-исследовательском институте (ныне Чувашский государственный институт гуманитарных наук) и одновременно в Чувашском государственном педагогическом институте (ныне университет) им. И. Я. Яковлева. В 1936 г. обвинён в национализме, репрессирован. Умер в Соликамском лагере ГУЛАГа. Реабилитирован в 1956 г.
Тимофей Матвеев — автор книги «Грамматика чувашского языка. Морфология (Учение о формах)» (Симбирск, 1919), в которой в описании фонетики чувашского языка впервые применён фонологический принцип и установлено число фонем. Вёл активную работу по нормализации чувашской орфографии. В годы учёбы в аспирантуре, куда поступил по приглашению Н. Я. Марра, участвовал в экспедициях по изучению чувашских диалектов. Результаты своих изысканий опубликовал в «Кратком обзоре чувашских диалектов» (Яфетический сборник, 6, 1930). В сотрудничестве с Ф. Т. Тимофеевым подготовил первые школьные учебники по чувашскому языку для 5 и 6-7 классов (1933—1934). Участвовал в редактировании «Словаря чувашского языка» Н. И. Ашмарина.
Основные труды: «Грамматика чувашского языка», «Краткий обзор чувашских диалектов», «Русско-чувашский словарь».